# Пружково
Пружково — деревня в Дедовичском районе Псковской области России. Входит в состав Шелонской волости.
Расположена в центре района, в 1 км к северо-востоку от районного центра Дедовичи.

## Население
| 2001 | 2002 | 2010 |
| ---- | ---- | ---- |
| 91   | ↘75  | ↘70  |

Численность населения деревни по оценке на начало 2001 года составляла 91 человек.

## История
До 2015 года деревня входила в состав Дубишенской волости, упразднённой в пользу Шелонской волости.